# Мелнишка пещера
Мелнишката пещера (на гръцки: Σπήλαιο Αλευράδων, Αλευράδες) е пещера край град Костур (Кастория), Гърция, област Централна Македония.

## Местоположение
Пещерата е разположена на южния бряг на костурския полуостров Горица.

## Описание
Пещерата е оформена във варовици със средно-горна долноюрска възраст в палгонийската зона. Състои се от основна зала, по чиито стени има отложен много калциев карбонат, а по пода се наблюдават глинести утайки. В пещерата могат да се видят следи от човешка употреба от неолита и османския период.